# Bartramia mathewsii
Bartramia mathewsii är en bladmossart som beskrevs av Mitten 1869. Bartramia mathewsii ingår i släktet äppelmossor, och familjen Bartramiaceae. Inga underarter finns listade i Catalogue of Life.